# Jędrzej Gruszczyński
Jędrzej Gruszczyński (Września, 13 de noviembre de 1997) es un jugador profesional de voleibol polaco, juego de posición líbero.
Su hermana Jagoda es jugadora de voleibol de playa.

## Palmarés

### Clubes
Campeonato de Polonia I Liga:
- 2016

### Selección nacional
Campeonato Europeo Sub-19:
- 2015[2]

Campeonato Mundial Sub-19:
- 2015

Campeonato Mundial Sub-21:
- 2017